# Nemanja Kojić
Nemanja Kojić (nacido el 3 de febrero de 1990) es un futbolista serbio que juega como delantero en el Bylis Ballsh de la Primera División de Albania.

## Trayectoria

### Clubes
| Club                 | País       | Año         |
| -------------------- | ---------- | ----------- |
| FK Rad               | Serbia     | 2007 - 2012 |
| FK Partizán          | Serbia     | 2013 - 2015 |
| Gaziantep FK         | Turquía    | 2015 - 2016 |
| FK Radnički Niš      | Serbia     | 2017        |
| İstanbulspor         | Turquía    | 2017 - 2018 |
| FC Ordabasy          | Kazajistán | 2018        |
| Tokyo Verdy          | Japón      | 2019        |
| FK Napredak Kruševac | Serbia     | 2019        |
| FK Radnički Niš      | Serbia     | 2020 - 2021 |
| Bylis Ballsh         | Albania    | 2021 -      |